# Idaea reisseri
Idaea reisseri är en fjärilsart som beskrevs av Louis Beethoven Prout 1935. Idaea reisseri ingår i släktet Idaea och familjen mätare. Inga underarter finns listade i Catalogue of Life.